# Forteresse de Bergenhus
La forteresse de Bergenhus, cœur historique de la kommune de Bergen, a donné son nom au bydel de Bergenhus: la maison de Bergen, le centre-ville historique. Située à l'embouchure de la baie qui sert de port naturel à Bergen, et sur la rive droite, la forteresse s'élève à un endroit stratégique depuis le Moyen Âge. Elle se situe en contrebas de Sverresborg.

## Holmen
- Coordonnées: 60° 24′ 00,69″ N, 5° 19′ 05,91″ E.

De nos jours, administrativement, Bergenhus est le bydel de Bergen comprenant la ville historique, sans les zones urbaines de la kommune situées dans les vallées environnantes.
Au Moyen Âge, la zone était appelée Holmen, ce qui signifie l'îlot ou le roc car elle était presque totalement entourée d'eau jusqu'au XIVe siècle. Les deux siècles suivants il ne restait qu’une étendue d'eau au nord de la forteresse et la baie au sud.
Il semble que les premières constructions furent effectuées dès la fondation de la ville, mais les plus vieux bâtiments encore debout datent des années 1240, époque où la forteresse royale fut entourée de murailles en pierre.
Plusieurs églises étaient situées dans la forteresse dont la célèbre Kristkirken, l'église du Christ, tombeau des rois médiévaux de Bergen, Magnus V entre autres. Elles furent cependant détruites dans le deuxième quart du XVIe siècle quand la forteresse fut transformée en complexe purement militaire. L'ancien emplacement de l'église du Christ est signalé d'une plaque commémorative et un tracé pavé.
Un navire cargo hollandais, le Voorbode, chargé de 120 tonnes d'explosifs s'est écrasé contre la forteresse de Bergenhus le 20 avril 1944, causant la mort de 102 Norvégiens, 56 Allemands et détériorant gravement des bâtiments vieux de plus de 800 ans dont Håkonshallen. L'explosion fut si puissante que le feu ravagea aussi l'église Nykirken sur Nordnes et le quartier l'entourant, situé de l'autre côté de Vågen, la baie.
Depuis le XIXe siècle la forteresse sert à des activités militaires administratives. De nos jours on y trouve un parc ouvert au public et des bureaux accueillant du personnel de l'armée. Sverresborg est rattaché à Bergenhus sous le commandement de la Marine royale norvégienne.

### Håkonshallen
- Coordonnées: 60° 23′ 58,99″ N, 5° 19′ 02,49″ E.

La halle de Håkon fut construite sous le règne de Håkon IV de Norvège mi-XIIIe siècle. C'est le plus grand bâtiment médiéval non religieux de Norvège, il comprenait à la base trois niveaux. Elle a probablement été construite vers 1260 par des architectes anglais tant son style monumental est inhabituel pour l'époque en Norvège. Elle est le symbole de la puissance retrouvée des rois norvégiens après un siècle de guerres civiles et de faiblesse du pouvoir et de la lignée.
Elle tomba rapidement en décrépitude étant donné que Bergen n'était plus la capitale de la Norvège dès 1299, Oslo prenant le relais car plus proche des autres pays de l'union de Kalmar. Elle servit pendant plusieurs siècles de simple lieu de stockage. Les romantiques réhabilitèrent son rôle médiéval et en 1840 il fut prouvé que le bâtiment était en fait celui ou se déroulaient les banquets du roi Håkon.
Håkonshallen a brûlé au moins deux fois, en 1266 et en 1429 (incendiée par les Vitalienbrüder (Frères de Victuailles), et a été gravement endommagée par l'explosion du Voorbode en 1944. La halle a été restaurée en 1890 et 1910, parée de vitres et de fresques. Après l'accident de 1944 son toit en bois fut remplacé par un toit en cuivre, et son annexe Est en pierre fut reconstruit en bois.
De nos jours la halle sert pour des concerts ou des réunions officielles, et peut se visiter.

### Rozenkrantztårnet
- Coordonnées: 60° 23′ 56,4″ N, 5° 19′ 06,39″ E.

Le donjon, connu Moyen Âge sous le nom de Gardé par la mer. Construit vers 1270 par Magnus Håkonsson, le fils d'Håkon IV, qui d'ailleurs s'est marié dans la halle de son père. Il comprenait au sommet les appartements royaux. Elle doit son nom à Erik Rosenkrantz, gouverneur danois de Bergenhus entre 1559 et 1568, qui lui a donné sa forme actuelle. Son prédécesseur Christoffer Valkendorf, gouverneur entre 1556 et 1560, avait déjà procédé à d'importantes modifications après une explosion de la réserve de poudre. La tour est parfois appelée Tour Valkendorff ou le dongeon noir.
Son rôle fut à la fois de garder un œil sur la Hanse dont la puissance devenait difficilement contrôlable et de montrer aux éventuels envahisseurs que la ville pouvait se défendre. Les coupables de crimes les plus graves étaient retenus et torturés dans des souterrains sans aucune fenêtre. La sorcière Anne Pedersdatter Beyer y fut emprisonnée avant d'être brûlée. Il y avait d'autres prisons dans les sous-sols de Bergenhus, qui ont été détruites, bouchées ou transformées.

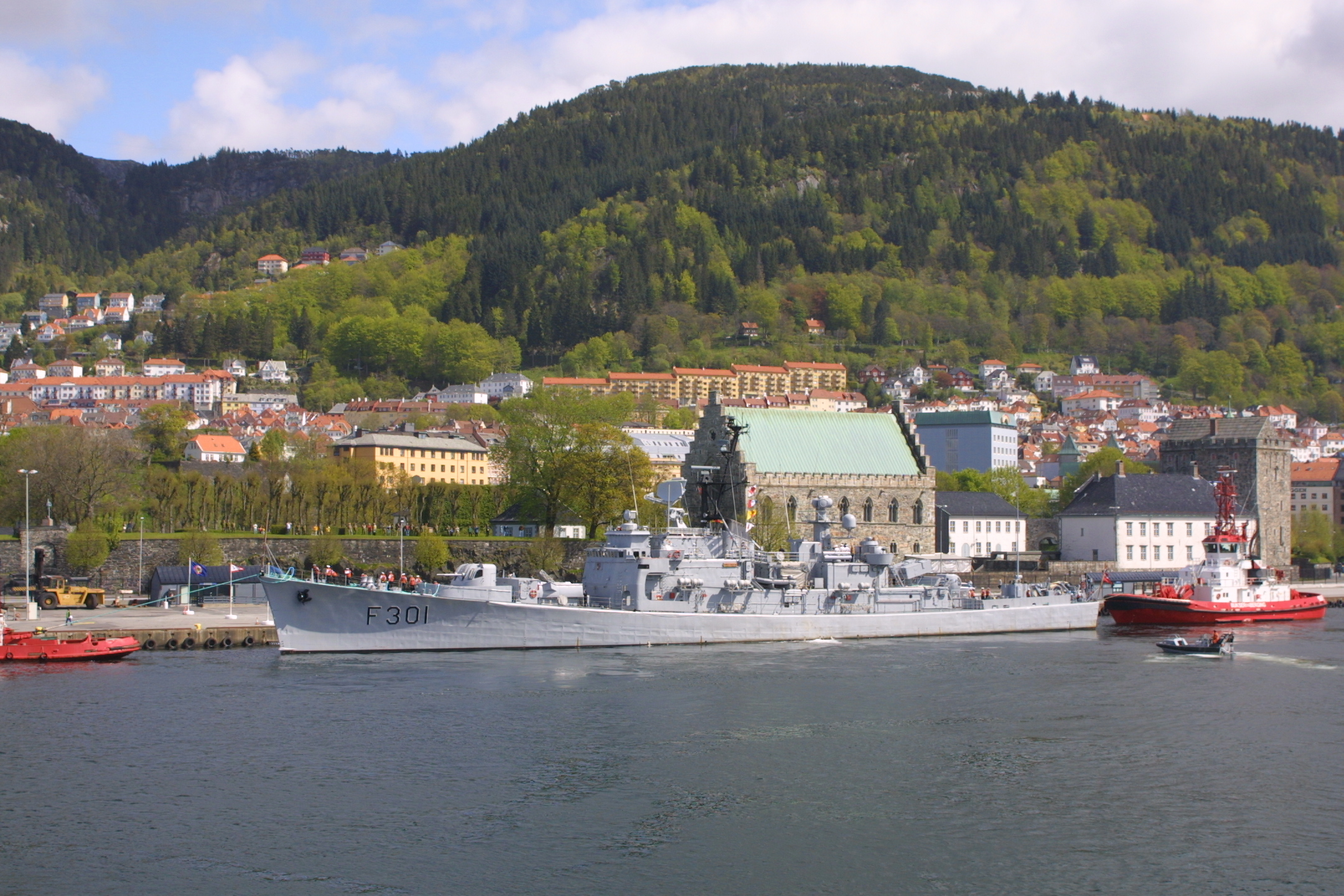
HNoMS Bergen devant Bergenhus
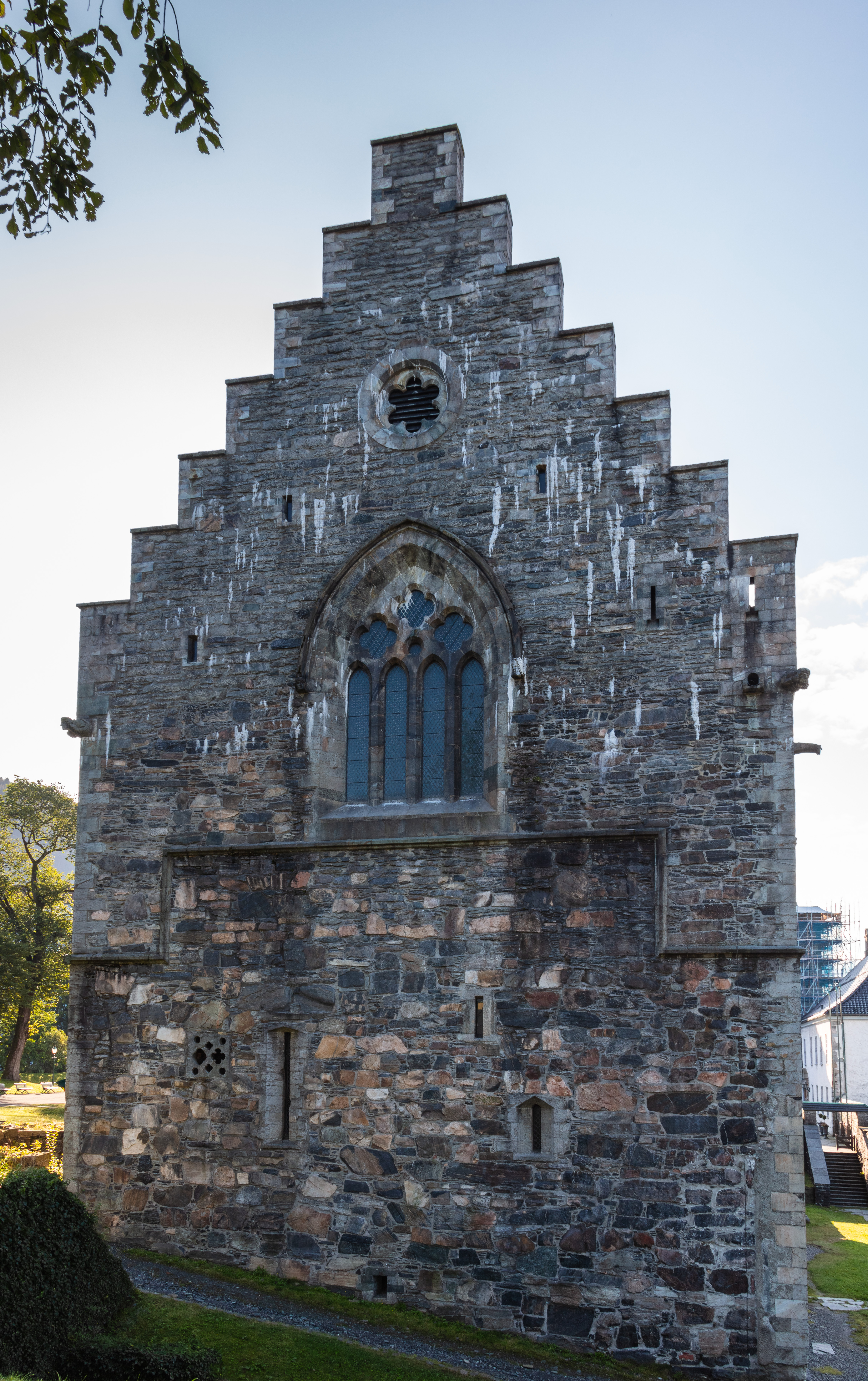
Håkonshallen
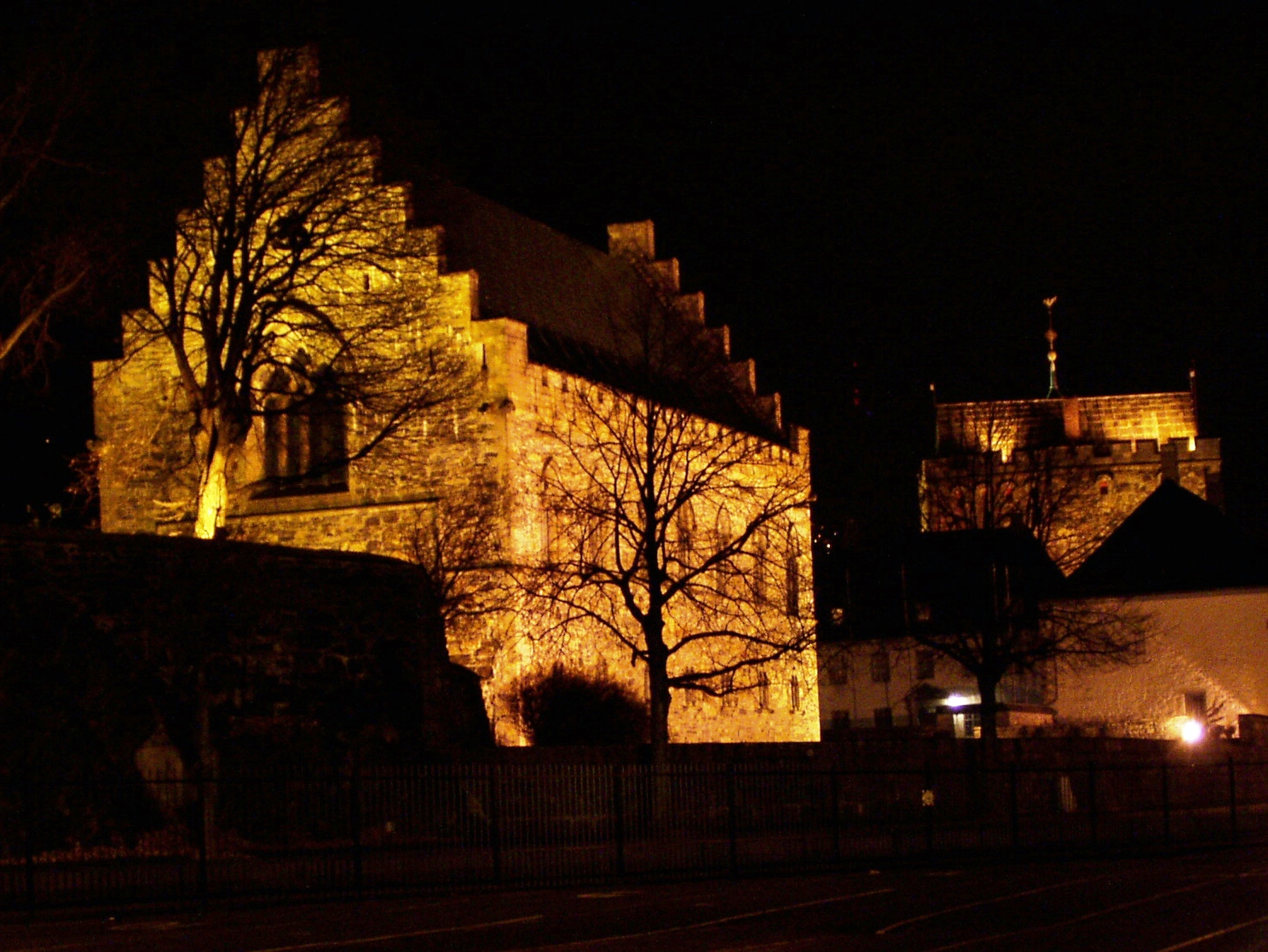
Håkonshallen de nuit
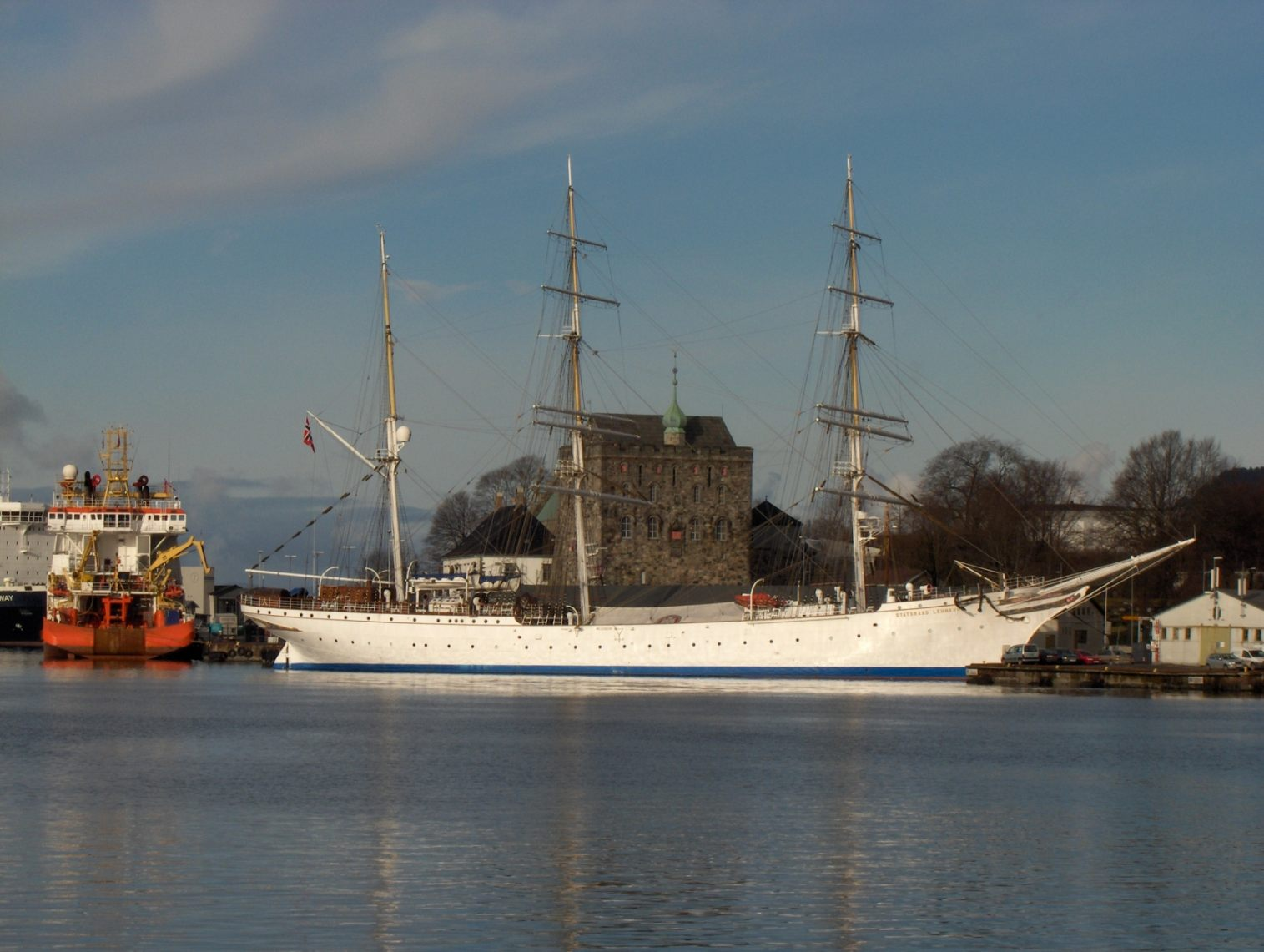
Rozenkrantztårnet